# Josette Bruce
Pour les articles homonymes, voir Bruce.
Josette Bruce, nom de plume de Josépha Pyrzbyl, est une romancière française d'origine polonaise, née le 25 février 1920 à Brême en Allemagne et morte le 10 février 1996 à Creil. 
Elle est principalement connue pour avoir repris la série littéraire OSS 117 à la mort de son mari Jean Bruce, créateur de la série.

## Biographie
D'origine polonaise, elle aurait rencontré son futur mari, Jean Bruce, en 1946, dans un train.
En 1966, trois ans après son veuvage, et sollicitée par l'éditeur Sven Nielsen, elle reprend la série mettant en scène Hubert Bonisseur de La Bath. Son premier livre de la série est Les anges de Los Angeles.
Elle se remarie ensuite avec Pierre Dourne, un ami de la famille et personnage récurrent, sous le nom de Pierre Dru, des livres de Jean Bruce et écrit son dernier OSS 117, Anathème à Athènes, en 1985. La série est ensuite reprise par  François et Martine Bruce à la suite d'une procédure menée à son encontre par sa fille Martine Bruce et son beau-fils François Bruce pour atteinte à leurs droits patrimoniaux et moraux auprès du TGI de Paris. 
Josette Bruce a écrit aussi des romans policiers et d'anticipation, et dirigé aussi la collection Sélection Bruce, des Presses de la Cité.
Lors de l'édition de 1990 du Festival du film policier de Cognac, un hommage lui a été rendu.
Josette Bruce meurt le 10 février 1996 à Creil, à l'âge de 75 ans. Elle est enterrée auprès de son époux au cimetière Saint-Pierre de Chantilly.

## Œuvres

### OSS 117
- Les Anges de Los Angeles
- Halte à Malte
- Réseau zéro
- Palmarès à Palomarès
- Congo à gogo
- OSS 117 contre OSS
- Boucan à Bucarest
- Ombres chinoises sur Tanger
- Des pruneaux à Lugano
- Pas de roses à Ispahan
- Détour à Hambourg
- Avanies en Albanie
- Tornade pour OSS 117
- Coup d'état pour OSS 117
- Sarabande à Hong-Kong
- Surprise-partie en Colombie
- Finasseries finlandaises
- Interlude aux Bermudes
- Vacances pour OSS 117
- Médaille d'or pour OSS 117
- Spatiale dernière
- Jeux de malins à Berlin
- OSS 117 récolte la tempête
- Magie blanche pour OSS 117
- Gare aux Bulgares
- Zizanie en Asie
- Un soir en Côte-d'Ivoire
- Dans le mille au Brésil
- La Rage au Caire
- Alibi en Libye
- Mission 117 pour OSS 117
- Coup de dingue à St-Domingue
- OSS 117 chez les hippies
- OSS 117 s'expose
- Méli-mélo à Porto-Rico
- OSS 117 en Péril
- OSS 117 traque le traître
- Chassé-croisé pour OSS 117
- OSS 117 joue la Polonaise
- OSS 117 aime les Portugaises
- OSS 117 voit tout en noir
- OSS 117 malaise en Malaysia
- OSS 117 part en fumée
- Du sang chez les Afghans
- OSS 117 liquide
- Balade en Angola
- Intermède en Suède
- Maldonne à Lisbonne
- Hécatombe pour OSS 117
- Ramdam à Lausanne
- Traîtrise à Venise
- Dérive sur Tananarive
- Péril sur le Nil
- OSS 117 cherche des crosses
- Frénésie à Nicosie
- Sérénade espagnole pour OSS 117
- Matin calme pour OSS 117
- Autopsie en Tunisie
- TNT à la Trinité
- OSS 117 dans le brouillard
- Pleins tubes sur le Danube
- OSS 117 riposte
- OSS 117 sur la brèche
- Plaies et bosses à Mykonos
- OSS 117 aux commandes en Thaîlande
- Tango sur une corde à piano
- Franc et fort à Francfort
- OSS 117 gagne son pari à Paris
- OSS 117 et la bombe de Bombay
- OSS 117 en conflit à Bali
- OSS 117 entre en lice à l'île Maurice
- Plein chaos chez Mao
- Durs à cuire à Curaçao
- Cavalcade à Rio
- Trois maltaises pour OSS 117
- OSS 117 fin prêt à Taipeh
- Ultimatum pour OSS 117
- Rencontres à Ibiza pour OSS 117
- Safari pour OSS 117
- Corps à corps pour OSS 117
- OSS 117 sur un volcan à Abidjan
- OSS 117 pêche en Islande
- Tête de Turc en Turquie
- Coup d'éclat à Prétoria
- OSS 117 dernier sursis en Yougoslavie
- Coup de barre à Bahrein
- OTAN pour OSS 117
- Coup de main pour OSS 117
- Perfidies en Birmanie pour OSS 117
- Dernier round au Cameroun
- Dérapage en Alaska
- Vol de Noël pour OSS 117
- Coup de projecteur pour OSS 117
- Croisière atomique pour OSS 117
- Imbroglio pour OSS 117
- À feu et à sang pour OSS 117
- OSS 117 gagne la belle
- Combat dans l'ombre pour OSS 117
- OSS 117 joue les mercenaires
- Plan d'urgence pour OSS 117
- Choc à Bangkok pour OSS 117
- Panique en Afrique pour OSS 117
- Bagarre au Gabon pour OSS 117
- OSS 117 remporte la palme au Népal
- OSS 117 sème la désunion à la Réunion
- OSS 117 compte les coups
- Déluge à Delhi pour OSS 117
- OSS 117 chez les sorciers
- Coup de masse aux Bahamas
- OSS 117 mise en scène au Sénégal
- Accrochage sur l'Acropole pour OSS 117
- Rallye pour OSS 117
- OSS 117 au finish
- Coup d'arnaque au Danemark
- Sans fleurs ni Floride pour OSS 117
- OSS 117 arrête le massacre
- OSS 117 ne perd pas la tête
- Folies en Italie pour OSS 117
- Alarme en Afrique Australe pour OSS 117
- Salades maltaises pour OSS 117
- Panique à la Martinique pour OSS 117
- Coup de sang à Ceylan pour OSS 117
- Cauchemar irlandais pour OSS 117
- OSS 117 sur un volcan
- Sarabande pour OSS 117
- OSS 117 au Levant
- S.O.S. Brésil pour OSS 117
- California zéro pour OSS 117
- Coup de poker pour OSS 117
- K.O. à Tokyo pour OSS 117
- Casse-tête chinois pour OSS 117
- Pas de pigeon à Venise pour OSS 117
- Hallali en Australie pour OSS 117
- Que viva Mexico OSS 117
- Québec point zéro pour OSS 117
- Commando fantôme pour OSS 117
- Tuerie en Turquie
- L'Enfer du désert pour OSS 117
- OSS 117 traqué à l'île de Pâques
- Piège à Berlin pour OSS 117
- Mission pyramides pour OSS 117
- Priorité absolue pour OSS 117
- Anathème à Athènes pour OSS 117

### Autres
Andamooka
- Andamooka

Zond
- Zond et la star déchue
- Zond et la vierge de Cambridge
- Zond et l'ange de l'apocalypse
- Zond et la colonelle
- Zond et le peintre de Sausalito

Narc par Robert Hawkes
- À coup de H
- Sept hommes à tuer
- La Liste rouge
- Meurtres sur contrat
- Beauté brune
- Aller simple pour Chinatown
- La Mort en bleu
- Le Chant du grand départ